# Ник Фрост
Никълъс Джон Фрост (на английски: Nicholas John Frost) е английски актьор и сценарист.
Роден е на 28 март 1972 година в Лондон в семейството на дизайнери на мебели. На 15 години напуска училище и започва да работи. В края на 90-те се сприятелява с актьора Саймън Пег с чието съдействие получава роля в комедийния сериал „Spaced“ (1999 – 2001). През следващите години участва в успешни кинопродукции, като поредицата, включваща „Шон от мъртвите“ („Shaun of the Dead“, 2004), „Горещи палки“ („Hot Fuzz“, 2007) и „Краят на света“ („The World's End“, 2013).

## Избрана филмография
- „Spaced“ (1999 – 2001)
- „Шон от мъртвите“ („Shaun of the Dead“, 2004)
- „Пенелопа“ („Penelope“, 2006)
- „Горещи палки“ („Hot Fuzz“, 2007)
- „Пол“ („Paul“, 2011)
- „Снежанка и ловецът“ („Snow White and the Huntsman“, 2012)
- „Краят на света“ („The World's End“, 2013)
- „Ловецът: Ледената война“ („The Huntsman: Winter's War“, 2016)